# Отто, Рудольф
Рудольф Отто (нем. Karl Lui Rudolf Otto, 25 сентября 1869, Пайне — 6 марта 1937, Марбург) — немецкий евангелический теолог, религиовед, феноменолог.

## Биография
Родился в многодетной семье немецкого фабриканта. Уже в начальной школе мечтал стать пастором. Окончил гимназию в Хильдесхайме, учился в университетах Эрлангена и Гёттингена. Защищал диссертации по Лютеру и Канту. В 1897 году стал профессором в Гёттингене. В 1906 году стал экстраординарным профессором, а с 1910 года почётным доктором Гиссенского университета. С 1914 года — ординарный профессор Вроцлавского университета, с 1917 — в семинарии Марбургского университета. Читал лекции за рубежом (Швеция, США).
В 1913—1918 гг. — депутат Прусского ландтага. Основал «Союз религиозного человечества».
После путешествия на Восток в 1927—1928 гг. глубоко заинтересовался индуизмом. В 1929 году ушёл в отставку. В октябре 1936 года упал с башни более чем 20-метровой высоты, получил серьёзные травмы (распространялись слухи о попытке самоубийства). Через несколько месяцев умер от воспаления лёгких.

## Учение
Рудольф Отто стал родоначальником западной феноменологии религии, после того как написал в 1917 году книгу «Священное». В ней он пытается объяснить феномен священного, конструируя особые понятия. Избегая немецкого слова «göttlich» («священное»), перегруженного различными смыслами, он вводит понятие «нуминозное» (от лат. numen «божество»). По мнению Отто, понятие «святое» утратило в современных европейских языках некоторое ощущение «избытка», которым оно было нагружено в древних языках. Отто предпринимает попытку вычленения этого «избытка» путём исключения из понятия «святое» морального и рационального компонентов. Оставшийся иррациональный компонент Отто называет «нуминозным».
Сущность святого находится в нуминозном, а встреча человека с нуминозным происходит в чувстве благочестия. Фактором, обусловливающим нуминозное, выступает наличие в нём тайны. Поэтому опыт на котором основываются все религии — это опыт «присутствия тайны». Соответственно выстраивается схема основных форм ощущения святого в религиозном опыте:
- Чувство тварности (нем. Kreaturgefϋhl)
- Мистический ужас (Mysterium tremendum), который делится на моменты:
  - ужаса (Tremendum)
  - величия (Majestas)
  - божественной энергии (Energicum)
  - тайны (Mysterium)
- Восхищение (Fascinans)
- Священное как нуминозная ценность (Sanctum als numinoser Wert)

## Труды
- «Натурализм и религия» («Naturalistische und religiöse Weltansicht», 1904)
- «Философия религии И. Канта и Я. Фриза и её применение в теологии» («Kantisch-Fries’sche Religionsphilosophie und ihre Anwendung auf die Theologie», 1909)
- «Священное. Об иррациональном в идее божественного и его соотношении с рациональным» (Das Heilige. Über das Irrationale in der Idee des Göttlichen und sein Verhältnis zum Rationalen, 1917)
- «Вишну-Нараяна» («Vischnu-Nârâyana», 1917)
- «Сиддханта Рамануджи» («Siddhânta des Râmânuja» (1917)
- «Индуизм и христианство» («Die Gnadenreligion Indiens und das Christentum», 1930)
- «Das Gefühl des Überweltlichen» (1931)
- «Восточный и западный мистицизм» («West-Östliche Mystik; Vergleich und Unterscheidung zur Wesensdeutung», 1932)
- «Божество и божества арийцев» (1932)
- «Царство Божие и Сын Человеческий» («Reich Gottes und Menschensohn», 1934)

Наиболее известна его книга «Священное», она переведена более чем на 20 языков мира. В центре её — восходящее к Канту понятие нуминозного как абсолютно иного. Через книгу проходит систематическое сопоставление мистического опыта Запада (Мейстер Экхарт, Генрих Сузо, Эрнст Ланге, Герхард Терстеген) и Востока (мусульманского, индуистского, буддистского).

## Влияние
Оказал глубочайшее влияние на весь корпус гуманитарных дисциплин XX в. от антропологии и этнографии (Мирча Элиаде) до богословия (Пауль Тиллих, Ханс Йонас). К идеям Отто обращались Эрнст Кассирер, Мартин Хайдеггер, Макс Шелер, Эрнст Юнгер, Ханс-Георг Гадамер, нидерландский теолог Герард ван дер Леув.

## Критика
Рудольфа Отто обвиняли в психологических нонсенсах, философских противоречиях, теологической предвзятости и религиоведческих несоответствиях.
Так, введение понятия «нуминозное» вызвало неоднозначную оценку у религиоведов. Вальтер Бэтке в работе «Святое у древних германцев» (1942) подверг резкой критике изначальную невыводимость, иррациональность и внеморальность понятия «святое». Эту критику поддержали Ф. Фейгель, А. Лемэтр и Р. Дэвидсон.
Наиболее острой критике Рудольф Отто подвергся со стороны таких философов, как Ф. Фейгель, Д. Гейсер и П. Шмидт, которые обвинили его в неправомерной психологизации трансцендентальной философии И. Канта, а именно в интерпретации трансцендентальной апперцепции как основания души и мистической интуиции.
В. Бэтке в обширной монографии «Святое в древнегерманском» отмечает, что у Р. Отто, как и у большинства классиков феноменологии религии, понятия «святое» синонимично понятию «сила» в гетерогенной теории генезиса религии, дискредитировавшей себя, прежде всего с позиции сравнительно-исторического исследования святого.
По мнению религиоведа М. А. Пылаева, многие из фундаментальных положений Рудольфа Отто не укладываются в парадигму современного научно-психологического знания. Такие моменты опыта святого, как совершенная инаковость, чувство тварности, непосредственная данность, нередуцируемость, никак нельзя назвать научно верифицируемыми в рамках психологии, а скорее зиждутся на исторически определенной онтологии (философской и теологической).